# Iglesia de San Francisco (San Francisco de Cara)
La iglesia de San Francisco fue un antiguo templo católico que estuvo ubicado en el también desaparecido pueblo de San Francisco de Cara, en el estado Aragua, Venezuela. Tanto la iglesia como el poblado estuvieron localizados en la zona noroeste del embalse de Camatagua, cuya construcción motivó su desalojo a finales de los años 1960.

## Historia
El pueblo había sido fundado en 1696 por fray Ildefonso de Zaragoza como un asentamiento misionero, consagrándolo a San Francisco de Asís al tiempo que lo combinaba con Cara, nombre del cacique de la región, para hacer más atractiva la labor evangelizadora ante los indígenas locales. La construcción de la iglesia fue ordenada poco después de establecido el pueblo para que sirviera como cabecera de la parroquia homónima, designándose a Francisco Heredia como su primer capellán.
El templo consistió de una sola nave construida con adobe y cemento, con vanos de puerta central y laterales rectangulares, a lo que se añadía un campanario. Además, poseía un gran arco que bien pudo haber estado en el altar mayor. Para 1708 contaba con un retablo anónimo pintado al óleo de dos metros de alto por dos de ancho, el cual representaba el bautismo de Jesús.

### Destrucción
El pueblo y la iglesia permanecieron hasta la segunda mitad del siglo XX. En 1964 se inició el proyecto de construcción del embalse de Camatagua, para lo cual el pueblo de San Francisco de Cara tuvo que ser evacuado y su población trasladada al sur de la vecina ciudad de Guanayén en 1967. Luego de su inauguración en 1969, tanto el pueblo como la iglesia fueron sumergidos por las aguas del embalse, quedando sólo el campanario sobresaliendo por encima de su superficie.

## Resurgimientos
Durante las épocas de sequía y el consecuente descenso de los niveles de agua del embalse, las ruinas del templo quedan al descubierto, siendo objeto de interés turístico y de visitas nostálgicas por parte de los antiguos habitantes de San Francisco de Cara. Muchas de las imágenes y objetos que solían pertenecer a la iglesia son conservadas en la nueva locación del pueblo. Es común observar en los tiempos de sequía y muy cerca de la iglesia el cementerio el cual conserva muchas de sus tumbas en excelente estado. 